# Mara (película)
Mara es una película de terror sobrenatural estadounidense de 2018 dirigida por Clive Tonge en su largometraje debut y escrita por Jonathan Frank. La película está protagonizada por Olga Kurylenko como la psicóloga criminal Kate Fuller, quien investiga el asesinato de un hombre y es perseguida por el demonio epónimo (Javier Botet) que mata a las personas mientras duermen. La película también está protagonizada por Craig Conway y Rosie Fellner. Tonge y Frank basaron la historia de la película en las condiciones y la mitología que rodean tanto a la parálisis del sueño como al síndrome de Brugada. La película fue lanzada por Saban Films el 7 de septiembre de 2018.

## Argumento
La película comienza cuando Sophie Wynsfield es despertada por su madre, Helena (Rosie Fellner), gritando, supuestamente después de asesinar a su marido. Kate Fuller (Olga Kurylenko), una psicóloga criminal, es llamada por el detective McCarthy para diagnosticar a Helena y deducir si debe internarla en un instituto psiquiátrico. Al entrevistar tanto a Helena como a Sophie, ambas insisten en que el señor Wynsfield fue asesinado por el demonio del sueño, Mara. Kate hace señas para que Helena se comprometa.
Kate experimenta parálisis del sueño y ve una figura caminando en su apartamento. Al día siguiente, va a hablar con un hombre llamado Takahashi. Sin embargo, ella encuentra su cadáver en descomposición, asesinado de la misma manera que el Sr. Wynsfield. McCarthy no cree en la leyenda de Mara. Kate visita a Helena en la institución mental, quien explica cómo ella y su esposo conocieron a un hombre llamado Dougie de un grupo de apoyo de parálisis del sueño, y le ruega a Kate que la deje ver a su hija nuevamente, insistiendo en que morirá a manos de Mara; como prueba, le muestra a Kate una marca roja en su ojo izquierdo, explicando que Mara marca a sus víctimas.
Kate decide asistir al grupo de apoyo de parálisis del sueño dirigido por el Dr. Ellis, donde se encuentra con Dougie, quien insiste en que Mara es real y matará a Saul. Se quita las gafas de sol de Saul, revelando que sus ojos están completamente rojos. Más tarde esa noche, Saúl se suicida inmolando; casi al mismo tiempo, Kate se despierta con parálisis del sueño y vuelve a ver una figura. McCarthy trae a Dougie, creyendo que es el asesino de Saul. Sin pruebas, lo liberan.
Kate va a sacar a Helena de la institución, solo para encontrarla muerta, con los ojos completamente rojos. Más tarde, se despierta nuevamente con parálisis del sueño, donde se enfrenta a Mara. Una vez que recupera la movilidad, encuentra una marca roja en su ojo izquierdo. Al día siguiente, mira el video de la muerte de Helena; una figura oscura se muestra encima de Helena, estrangulándola. Kate visita a Dougie, cuyo ojo izquierdo se ha puesto completamente rojo. Explica la historia de Mara y sus muertes registradas, y que su ciclo comienza después de una tragedia. Aparece en etapas: 1. Estás paralizado y la ves; 2. Ella te marca; 3. Contacto físico; 4. La ves cuando estás despierto y, si te duermes, morirás. Mara solo aparece cuando alguien está profundamente dormido; así, Dougie solo duerme en breves intervalos,
Kate va a hablar con el Dr. Ellis, que no cree en Mara, y le explica que los demonios de la parálisis del sueño pueden aparecer según la cultura de una persona. Más tarde esa noche, el generador de Dougie se apaga, deteniendo sus despertadores; Al mismo tiempo, Kate entra en la tercera etapa y Mara coloca sus manos alrededor del cuello de Kate.
Al día siguiente, Kate recibe una llamada de Dougie; él está en la etapa cuatro. Temeroso de quedarse dormido, intenta cortarle los párpados antes de que Kate intervenga y lo lleve con el Dr. Ellis. Lo mantienen en una habitación especial para ser monitoreado y le administran un anestésico para que se duerma. Él revela que accidentalmente mató a personas inocentes durante la guerra. Esa noche, Mara mata a Dougie. También pone el ojo izquierdo de Kate completamente rojo antes de que el Dr. Ellis la saque de la parálisis.
Después de que llega la policía, McCarthy y Kate se enteran de que Sophie también sufre de Mara, que ya se encuentra en la cuarta etapa. Decidida a detener a Mara, Kate regresa a la cabaña de Dougie y hace un gráfico de todas las víctimas, intentando establecer el vínculo entre ellas. Después de encontrar los recuerdos de guerra de Dougie, ella comienza a unir las piezas: Dougie matando inocentes en la guerra, Saul causando la muerte de su madre, el romance del Sr. Wynsfeld, Helena culpándose a sí misma por su divorcio y Kate culpándose a sí misma por la muerte de Helena. McCarthy revela que Takahashi era chef en una escuela primaria y causó la muerte de 38 niños al ingerir pescado contaminado. Sophie se culpa a sí misma por el encarcelamiento de Helena. Kate se da cuenta del vínculo: Mara apunta a las personas abrumadas por la culpa de las cosas que han hecho.
Kate intenta llegar al hospital para salvar a Sophie. Después de quedarse dormida, entra en la cuarta etapa (ambos ojos completamente rojos) y comienza a ver a Mara mientras está despierta. En el hospital, encuentra a Sophie con parálisis del sueño e intenta despertarla mientras intenta evitar que Mara la mate. Mara desaparece de repente y el enrojecimiento desaparece de los ojos de Sophie. Sophie explica que nunca culpó a Kate por su madre. Después de considerarla segura, Kate se queda dormida. Cuando despierta, ella se enfrenta a Helena culpando a Kate por su muerte; Kate no ha dejado de lado su culpa. Kate despierta en parálisis del sueño y la película termina con Mara abalanzándose sobre ella.

## Reparto
- Olga Kurylenko como Kate Fuller, psicóloga criminal
- Craig Conway como Dougie
- Javier Botet como Mara
- Rosie Fellner como Helena
- Lance E. Nichols como McCarthy
- Mackenzie Imsand como Sophie
- Ted Johnson como Abuelo
- Mitch Eakins como Ellis
- Melissa Bolona como Carly
- Marcus W. Weathersby como Saul
- Dandy Barrett como Dr. Botet

## Producción
Se anunció que la película estaría en desarrollo en noviembre de 2013 en el American Film Market con Olga Kurylenko como protagonista, Clive Tonge listo para hacer su debut como director y Jonathan Frank contratado para escribir el guion. Los productores Myles Nestel y Steven Schneider declararon su intención de que la película comience una " franquicia cinematográfica de tipo Insidious". La película estaba programada para comenzar la fotografía principal en mayo de 2014. La filmación terminó en mayo de 2016 en Savannah, Georgia, y los realizadores estaban buscando un distribuidor en el Festival Internacional de Cine de Cannes de 2016 ese mes.

## Lanzamiento
Mara fue lanzada el 7 de septiembre de 2018, con un estreno limitado y un lanzamiento de video on demand planeado.

## Recepción
En Rotten Tomatoes, la película tiene una calificación de aprobación del 28% basada en 18 reseñas, con una calificación promedio de 4.3/10.
Dennis Harvey de Variety calificó la película como "[una] obra de terror estridente y sin inspiración", mientras que Noel Murray la calificó como "un thriller poky que, eventualmente, ofrece algunos sustos decentes". Frank Scheck de The Hollywood Reporter dijo que la película "induce el sueño", con Peter Bradshaw de The Guardian dando a Mara 2 de 5, llamándolo "cosas por números" en sus comentarios finales.